# Gunbuster
Aim for the Top! Gunbuster (яп. トップをねらえ! Топпу о нэраэ!, букв. Стремись к вершине! Ганбастер) — OVA 1988 года из шести серий производства студии Gainax. Режиссёрский дебют Хидэаки Анно. Сериал позже считался предшественником «Евангелиона». Согласно опросу, проведенному в 2007 году Агентством по делам культуры, занимает 41-е место среди лучших аниме всех времён. Gunbuster — английское военное просторечье, в переводе означающее артиллерийский мастер.
В 2004 году на двадцатилетний юбилей студии был выпущен сиквел — Diebuster: Aim for the Top 2! (яп. トップをねらえ 2!), режиссёром выступил Кадзуя Цурумаки, полностью переработаны роботы и персонажи, однако основная концепция оригинального сериала сохранена. В 2010—2013 годах вышла манга Gunbuster. В 2015 году все права на франшизу оказались проданы компании Fukushima Gainax без уведомления Хидэаки Анно и сотрудников Studio Khara, хотя они принимали участие в создании и намеревались работать над продолжением. В 2018 году студия Gaina анонсировала Top o Nerae! Gunbuster 3. С 27 ноября 2020 года Toho объявила о показе Gunbuster в кинотеатрах Токио, Осаки и Нагои. В 2023 году в честь 35-летия состоится юбилейный показ в японских кинотеатрах.

## Сюжет
Действие происходит в 2023 году. Главная героиня Норико Такая, чей отец погиб во время космического сражения с неизвестным противником, проходит обучение в женской академии по управлению боевыми роботами, но успехами не блещет. Однако недавно прибывший инструктор Коитиро Ота, который был на том же корабле «Лукасион», что и отец Норико, из всех девушек академии выбирает лишь двоих — одна из них Норико. Под руководством инструктора она начинает усиленно тренироваться. Вскоре Норико отправляется в космос.

## Роли озвучивали
| Актёр           | Роль                        |
| --------------- | --------------------------- |
| Норико Хидака   | Норико Такая                |
| Рэй Сакума      | Кадзуми Амано               |
| Норио Вакамото  | инструктор Коитиро Ота      |
| Мария Кавамура  | Юнг Фрейд                   |
| Тамио Оки       | капитан Тацуми Тасиро       |
| Масаси Хиросэ   | адмирал Юдзо Такая          |
| Кадзуки Яо      | Торен Смит                  |
| Масако Кацуки   | Кимико Акаи, Рэйко Касивара |
| Томоми Нисимура | старший помощник            |
| Юрико Футидзаки | Кимико Хигути, Таками Акаи  |
| Аяко Сираиси    | Линда Ямамото, оператор     |
| Аюми Хасимото   | курсант                     |
| Даики Накамура  | оператор радара             |
| Дзюнко Асами    | курсант                     |
| Кадзуо Ока      | инженер                     |
| Кодзи Цудзитани | оператор                    |
| Кёко Минами     | курсант, оператор           |
| Масаюки Оморо   | Масанори Кикути, оператор   |
| Михару Ёкота    | курсант                     |
| Мицуаки Хосино  | диктор                      |
| Нобуюки Фурута  | матрос                      |
| Сакурако Кисиро | диктор                      |
| Такко Исимори   | директор Хироаки Иноуэ      |

## Список серий
| № | Название | Премьера в Японии    |
| - | --- | -------------------- |
| 1 | Shock! Big-Sister and I are Going to be Pilots Together?! «Shock! Watashi to Oné-sama ga Pilot!?» (ショック！私とお姉様がパイロット！？) | 7 октября 1988 года  |
| 2 | Daring! The Girl Genius Challenger!! «Futeki! Tensai Shojo no Chosen» (不敵！天才少女の挑戦！！)                                         | 7 октября 1988 года  |
| 3 | First Love☆First Sortie «Hajimete no Tokimeki☆Hajimete no Shutsugeki» (初めてのときめき☆初めての出撃)                                    | 30 декабря 1988 года |
| 4 | Launch!! The Incomplete Ultimate Weapon! «Hasshin!! Mikan no Saishuu Heiki!» (発進！！未完の最終兵器！)                                  | 30 декабря 1988 года |
| 5 | Please!! Time Enough for Love! «Onegai!! Ai ni Jikan wo!» (お願い！！愛に時間を！)                                                       | 7 июля 1989 года     |
| 6 | At the End of Eternity... «Hateshi naki, Nagare no Hate ni...» (果てし無き、流れのはてに…)                                               | 7 июля 1989 года     |

## Производство
Ясухиро Такэда рассказывал, что после выхода фильма «Королевский десант» и во время создания OVA «Яблочное зёрнышко» один из продюсеров Bandai заключил сделку: если Gainax предложит аниме, которое можно продать тиражом не менее 10 000 копий, то компания с радостью профинансирует проект. Услышав это, Тосио Окада приступил к работе над Top o Nerae! Gunbuster. План состоял в том, чтобы режиссёром стал Синдзи Хигути, Хироюки Ямага — сценаристом, а Харухико Микимото — дизайнером персонажей и выпустить всё как три OVA, каждая в двух частях. Однако по неизвестной причине проект застопорился. Когда они наконец получили зелёный свет, Хигути был занят и отказался от участия. Судьба распорядилась так, что Хидэаки Анно решил прочесть первоначальный сценарий и настолько воодушевился («Это настоящее меха-аниме!»), что вызвался на замену. Это был его профессиональный режиссёрский дебют. Gunbuster оказался очень трудным делом. Большая часть внимания Bandai была сосредоточена на первом сериале «Полиция будущего», который тогда же находился в производстве, поэтому Gunbuster отнесли к статусу побочного проекта. Тем не менее, Анно полностью увлёкся работой. В первой серии он строго придерживался оригинального сюжета, но с каждой новой вносил свои уникальные черты. В последней серии Анно сделал немыслимое — снял полностью чёрно-белое аниме на цветной плёнке. Умышленный поступок стоил студии гораздо больше денег и усилий, чем было необходимо.
Хидэаки Анно в июне 1996 года на Anime Expo в Анахайме ответил насчёт завершения сериала, что цвет должен был дать ощущение масштаба событий, который создатели решили отразить с помощью эффекта чёрной дыры. Кроме того, это никто раньше не делал.
Тосио Окада в интервью 1996 года подчеркнул, что отаку, которые посмотрели Gunbuster, не понимали, пародия это или всерьёз. Единственное, что он мог сделать для создания твёрдой научной фантастики о космосе, — снять пародию. По сути, есть два способа: либо история героя, либо комедия. Космическое путешествие, насколько оно вообще может выглядеть правдоподобным, в основном зависит от точки зрения зрителя. Gunbuster состоит из двух компонентов: во-первых, это аниме про робота, где девушка выходит в космос и уничтожает монстров; во-вторых, концепция, согласно которой невозможно управлять роботом такого размера, а затем уничтожать монстров пинками и кулаками. Возникает противоречие: «это настоящая, правдивая история, в ней есть сюжет», а потом всё утихает, идеализм уходит и превращается в «это просто аниме с нереальным сюжетом». Итак, Gunbuster следует расценивать как пародию и расслабляться, чтобы у людей возникало ощущение: «Здорово, что смотрю аниме». Стиль и настроение «Евангелиона» не так сильно отличаются от серьёзности Gunbuster или Nadia: The Secret of Blue Water. Самая большая разница была в планировании последней серии. Окада всегда сначала намечал концовку. Анно же не мог определиться с финалом в Nadia, исправленной всего за три месяца до завершающего показа. Если у него не получалось придумать хорошую идею, это отражалось на выпуске. «Евангелион» стал отличным сериалом, одним из лучших аниме, когда-либо созданных, но последние сцены так и не были отредактированы. Это не только проблема расписания или бюджета. Стиль Анно — откладывать конец, пока не придёт время, подобен мангаке, который развивает сюжет глав по мере их создания.

## Выпуск

### Аниме
Gunbuster впервые вышел на 3 VHS и LaserDisc в 1988—1989 годах. Издателем постоянно являлась компания Bandai. В 1995 году к лазердискам добавлены два новых «урока науки» для пятой и шестой серии. Позже сериал был показан по японскому телевидению, а в 2000—2001 годах выпущен на DVD. Переиздание 2004 года к юбилею Gainax стало улучшенной версией — Gunbuster Perfect. В 2007 году комплект из 3 DVD поступил в продажу в США, ремастеринг произведён в 24p True Cinema. Формат — 1,33:1 (4:3), звук — PCM 2.0, но только японский с английскими субтитрами. Перевод выполнен Glova Corporation, редакцию буклета осуществлял Карл Хорн. Видео исполнилось почти 20 лет, Gunbuster представлен так, как его снял Хидэаки Анно — пять цветных и одна чёрно-белая серия. От этого рецензенты не ждали много, но были приятно удивлены. Некоторые эффекты на экране не всегда смотрелись идеально, но достаточно усилий было потрачено на восстановление OVA до качественного уровня. Аниме выглядело более чётким, чем звучало, потому что оригинальные аудиозаписи оказались давно утеряны. Дублирования нет, есть незначительное разделение каналов, особенно во время сражений и в последней серии, а также расширенный динамический диапазон. Звуковая палитра эффективно передавала настроение персонажей и окружения. Дополнительные материалы включали галерею изображений, трейлеры и короткометражные «уроки науки» с участием Норико и Кадзуми, а также инструктора. Диски помещены в футляр, который вложен в коробку. Прилагался 24-страничный буклет на глянцевой бумаге с описанием персонажей, анекдотами, иллюстрациями и подробным сюжетом шести серий. Для обзора использовались телевизор Toshiba Dramatic-V, DVD-проигрыватель Pioneer DV-626D, усилитель Playmaster Pro Series 3, акустическая система Mission 792 SE с кабелем XLO Pro, компонентный видеокабель Monster Video 3 (S-Video) и кабель аудио Monster cable Interlink 400 Mk II.
Проблему отсутствия дубляжа в Gunbuster поднял Джонатан Клементс в интервью сайту Anime on DVD в 2005 году. Он сказал, что в Великобритании к этому было пренебрежительное отношение, компания Kiseki могла выделить бюджет, чтобы озвучить сериал на английский и сделать аудиокомментарии, но отказалась. С другой стороны, «меня действительно не волнует представление американского продюсера о том, каким должно быть аниме. Я бы предпочёл что-нибудь японское». Претензии к Kiseki не ограничились, потому что ранее продавались DVD с некачественной записью, взятой с VHS (низкая скорость передачи, дрожание, «радуга», замыливание, артефакты) и плохим переводом (Норико обращается к Кадзуми «онээ-сама» — это означает старшая сестра и должно указываться). Некоторые обнажённые сцены были вырезаны, но диалоги остались нетронутыми. Удалённые кадры заменили на изображения роботов, находившихся за пределами ванной комнаты, воспроизведение шло со скоростью 5 кадров в секунду, что доказывало грубую работу издателя. Вдобавок присутствовало абсолютное неуважение к исходному и дополнительному материалу (фото с низким разрешением, ложная реклама).
В 2007—2008 годах Bandai Visual отдельно выпускала фильм Gunbuster vs Diebuster. Это два аниме в одном: первое переходило от полноэкранного цветного к анаморфному широкоэкранному чёрно-белому формату, имея ряд недостатков, в том числе пятна, зернистость и размытие, хотя цвета выглядели живыми и естественными. Второе образца 2006 года, снятое в 1,78:1 (16:9), по качеству лучше практически во всех отношениях. Фильм также не дублирован на английский язык, подготовленные зрители обычно предпочитали японский. Технически звук 2.0 и 5.1 хороший, глубина погружения впечатляет. К двум дискам прилагались 12 карточек и два 8-страничных буклета с информацией и комментариями, а также тест на знание франшизы. Однако розничная цена DVD была 80 долларов, что отталкивало американских покупателей. За ними последовали 3 Blu-ray, стоившие 100 долларов. Релизу не хватало новаторского подхода. Diebuster намекал: умри, Бастер (die, Buster).
В 2012 году полная версия Gunbuster издана на Blu-ray и получила 5 место в чарте Oricon. Ремастеринг производился с оригинальной киноплёнки, качество телекинопроектора под контролем Gainax. Соотношение сторон было 1,33:1 (часть в 1080p, некоторые в 1080i), а звук LPCM 2.0 (битрейт 1536 кбит/с) и Dolby TrueHD 5.1. Дополнения включали аудиокомментарии (Норико Хидака, Рэй Сакума, Норио Вакамото и Мария Кавамура), видео Harumi & Yumiko's Good Morning, Oki-Jo!, AD 2032.7.23 Sento Chuiki cosmic battle space orbit of Halley's comet, Sizzler Project, шесть «уроков науки» и трейлеры. Бонусный материал находился только в полном издании: нередактированная версия 6 серии, демо 5 серии, кадры из журналов Denei Teigoku и VHD Anime Vision и прочее из релиза Gunbuster Perfect (интервью с сэйю и режиссёром, запись голосов). Прилагался 100-страничный буклет. Три диска стоили 15540 иен (201 доллар), обычный комплект из двух дисков продавался за 13440 иен (174 доллара). В 2020 году Toho использовала Blu-ray для перевода в кинотеатральный формат. Часть материалов Gunbuster демонстрируется на персональной выставке Хидэаки Анно в Национальном центре искусств Токио с 1 октября по 19 декабря 2021 года.
Сериал в HD-качестве доступен для просмотра на японском Amazon Prime Video. На фестивале Otakon 2021 американская компания Discotek Media анонсировала выпуск Blu-ray с английским дубляжом от студии Sound Cadence на 2022 год. В 2022 году Bandai переиздала сборник иллюстраций и материалов 2012 года Aim for the Top! Complete Collection. The collection of Gunbuster/Diebuster and more, включая обсуждение между Харухико Микимото и Ёсиюки Садамото. В 2023 году выходит стандартное издание Blu-ray, отличие заключается в новых иллюстрациях, нарисованных дизайнером Кадзуки Миятакэ (Studio Nue). Диски также выпустила Discotek Media с английской звуковой дорожкой DTS-HD Master Audio 5.1, Anime Limited объявила о релизе коллекционной версии в слипкейсе, куда входят постер и 48-страничная книга.

### Музыка
Начальная композиция:
1. «Active Heart», в исполнении Норико Сакаи

Завершающие композиции:
1. «Try Again...!», в исполнении Норико Хидаки
2. «Active Heart», в исполнении Норико Сакаи
3. «Toki no Kawa o Koete...», в исполнении Кохэя Танаки

Саундтрек был издан Victor Entertainment на трёх компакт-дисках 24 августа 1994 года. Туда вошли как инструментальные композиции, песни, так и аудиодрама, поэтому на каждом CD присутствует 99 треков.

### Компьютерные игры
24 марта 1990 года вышла компьютерная игра Cybernetic Hi-School Part 3: Gunbuster для MSX и PC-98 в жанре визуальной новеллы, цель которой — полностью раздеть главных героинь: Норико Такая, Кадзуми Амано и Юнг Фрейд. Каждая спрашивает игрока по определённой теме: Юнг о Советском Союзе и военной технике, Кадзуми о моде, а Норико о культовой научной фантастике и аниме. Всего девушки задают 75 вопросов, на них нужно быстро отвечать да или нет. Чтобы пройти миссию, требуется набрать 80% или более правильных ответов. Если это становится невыносимым, существует кнопка паники. Сложность заключается в японском языке, официально игра за рубежом не выходила. В викторине Юнг присутствуют советские плакаты с надписями «Пока не поздно — остановись», «Иди, сынок. 10 фунтов», «Забота — это работа!», «Береги памятник культуры», «Что мешает перестройке?», «Школа ближе к жизни!», «Гласность. Перестройка», «Осторожно: душевные инвалиды не могут ждать». Победив соперниц, остаётся восстановить три секции управления электростанцией и тем самым вернуть контроль над Ганбастером, вырвав его из сетей компьютера OHAL-9801, что планирует использовать робота для разрушения. Дизайн персонажей, интерьер Exelion соответствуют первоисточнику, используются музыка из сериала и звуковые эффекты.
3 февраля 2005 года Bandai была выпущена игра Gunbuster для PlayStation 2. Управление и графика стандартные. Норико Такая, которую озвучила та же сэйю, должна тренироваться, взять на себя управление Ганбастером и отправиться в космос, чтобы уничтожить монстров. Издатель решил выстроить сюжет на основе несуществующих в прошлом 25 эпизодов. Оригинальная OVA насчитывала всего 6 серий. Когда начинается новая глава, показывается краткое содержание предыдущей. Прохождение состоит из приключенческой и боевой частей. В первой Норико может свободно перемещаться, разговаривать с людьми, собирать предметы, получать информацию. Есть мини-игры, например, скакалка. Существует возможность сесть в Бастера для передвижений и участия в тренировочных боях. В зависимости от ранее совершённых действий, меняется вторая часть. В сражениях уже присоединяется напарник. Миссии в космосе осуществляются с корабля Exelion. Ганбастер использует фирменные приёмы, такие как Buster Beam (луч Бастера), Homing Laser (самонаводящийся лазер) и Super Lighting Kick (сверхсветовой удар). Норико отдаёт команды, знакомые по сериалу 1988 года. Игра доступна только на японском языке.

## Критика
Gunbuster входит в список 50 лучших аниме всех времён по версии журнала «АнимеГид».
Джонатан Клементс и Хелен Маккарти в энциклопедии обратили внимание на то, что Gunbuster начинался как научно-фантастическая пародия на Ace wo Nerae!, а в итоге превратился в дань уважения фильму Кихати Окамото «Битва за Окинаву» (1971). Это выражается экранными заметками, большим количеством «потопленных кораблей» и актёрским составом на заднем плане, где генералы получают совсем немного времени. Во главе стоит энергичная Норико, она вечно пребывает в мире детских вещей, во многом как полуавтобиографические герои Otaku no Video той же студии Gainax. Аллюзии повсюду: человечество (Япония) сражается не на той стороне в войне, которую не может выиграть, последняя попытка удержать родные острова начинается с Окинавы, и школьники становятся старше на глазах у зрителя, как в фильме «Двенадцать пар глаз». Gunbuster также является попурри любимых сериалов его создателей, от боевого героизма Space Battleship Yamato (один из плакатов в квартире Норико) до меха Getter Robo и Tetsujin 28-go. Торен Смит в действительности являлся основателем Studio Proteus, был знаком с продюсером Тосио Окадой и режиссёром Ясухиро Такэдой и работал над американской версией ранобэ Dirty Pair.
Аниме прямолинейное, независимо от того, насколько глупыми являются визуальные эффекты. 26 серий идеально подходят для скромного трёхчасового произведения. OVA задавала темп для многих аниме 1990-х годов, от «Пластиковой Малышки» до Battle Athletes Daiundoukai, хотя ни один из подражателей и близко не сравнялся. К сожалению, за рубежом Gunbuster так и не реализовал свой потенциал, не был дублирован, несмотря на отличную версию с субтитрами, что привело к потере большой аудитории, которую он действительно заслужил. Успеха позже достиг «Евангелион». Screen Rant дал 9 место в списке 10 лучших старых аниме, которые выдержали проверку временем. 10 место в топ-20 меха аниме по мнению читателей Otaku USA.
Борис Иванов заметил, что это было научно-фантастическое аниме, посвящённое сражению землян с пришельцами. Являясь типичным представителем меха-сэнтая, «Стремись к вершине!» содержал множество шуток и пародийных цитат, понятных лишь отаку. Среди персонажей есть Торен Смит (в реальности — американский издатель манги и переводчик) и советская девушка Юнг Фрейд (имя и фамилия происходят от классиков теории психоанализа). Большой интерес представляет последняя, шестая серия, значительная часть которой является чёрно-белой. Многие события переданы не анимацией, а статичными кадрами. Существуют две точки зрения: одна гласит, что такие странности — результат недофинансирования, другая — что это задуманное с самого начала художественное решение, рассчитанное на то, чтобы спровоцировать интерес к сериалу. Данная версия кажется более правдоподобной, поскольку схожие графические решения использовались и в последующих работах студии «Гайнакс» и Хидэаки Анно.
Хидэаки Анно являлся самым известным человеком студии Gainax. Его режиссёрские проекты практически всегда сложны и наполнены смыслом. За это Анно любят и ценят одни и высмеивают другие. Несмотря на пословицу «Первый блин — комом», о Gunbuster нельзя так сказать. Хотя сюжет не особенно блещет оригинальностью и новизной. Позже снятая Nadia: The Secret of Blue Water построена на стандартных приключениях, «Евангелион» имеет основу меха-боевиков, Kare Kano — традиционной школьной романтики и сёдзё. Но каждый сериал стал одним из лучших представителей своего жанра. Всё объясняется наполнением, режиссёрскими приёмами и значительной долей психологизма. Анно не просто раскрывал героев, пользуясь самыми неожиданными ситуациями, но и очень продуманно показывал их с позиции личностной психологии, нередко прибегая к прекрасно исполненной психоделии. Gunbuster в этом плане не получится назвать исключением, он начало пути. Здесь чувствуются отголоски и линии знаменитой и культовой «Евы», поднимается вопрос о времени в космосе, на что позже сделал упор Макото Синкай в «Голосе далёкой звезды». Gunbuster, как и все проекты Анно, о людях, живущих в нестандартной ситуации. Рассматривается множество проблем — от стремления личности к самосовершенствованию до спасения человечества, от разницы времени между Землёй и космосом до жестокой драмы. Но они не кажутся избитыми идеями, Gunbuster остаётся неповторимым. Сюжетные детали выстроены необычно и непредсказуемо, что компенсирует недостатки. В OVA чувства и эмоции показаны не только при помощи криков и слёз, но тона голосов, музыки и звукового фона. Они нередко подчёркивают как ситуацию, в которой оказались персонажи, так и восприятие. Анно, помимо относительно красивых и ярких эффектов, сделал последнюю серию широкоформатной в чёрно-белом цвете, превращая конец в цветной видеоряд 4:3. Также радует финал истории — небанальный, заставляющий задуматься и ставящий точку. Анимация не поражает красотой, но если учесть 1988 год, то смотрится приемлемо.
В 2018 году сериалу исполнилось 30 лет. Anime News Network напомнил, что для некоторых людей Gunbuster мог быть первым аниме, которое они смотрели на видеокассетах и кинескопном телевизоре с диагональю 19 дюймов. За девушек Норико и Кадзуми переживали, когда те сталкивались с препятствиями и невзгодами, чтобы по-прежнему оставаться в сердцах поклонников. Aim for The Top! — комбинация Aim for the Ace! и фильма «Лучший стрелок» был создан талантливыми людьми, ныне известными как ветераны индустрии: Хидэаки Анно, Тосио Окада, Харухико Микимото и Ёсиюки Садамото. Gunbuster стал хитом для Gainax, что очень помогло после низких продаж «Королевского десанта». В нём достаточно научной фантастики и драмы, а также много любви и юмора. Отголоски видны почти в каждой работе студии, вплоть до «Гуррен-Лаганна». Что касается сиквела — Diebuster, то у него больше общего с FLCL. Хотя там есть визуальные, концептуальные (девушка-пилот, «стремление к вершине», космические путешествия и монстры, суперроботы) и музыкальные и отсылки к оригиналу, часть поклонников критикует продолжение за «современный» взгляд, упрощённость и бессвязность. Многие участники производства давно ушли из Gainax и занимаются своими делами, но Gunbuster имеет важное значение, поскольку работа над классикой сформировала художников, которыми они являются сегодня.
T.H.E.M. Anime разместил два обзора с высокими оценками — пять звёзд из пяти. По мнению рецензентов, в Gunbuster есть практически всё, что можно пожелать: гигантские меха, отличная анимация, наука, юмор, романтика, боевик, а также милая главная героиня. Поверхностно сюжет напоминает ещё одну историю «инопланетяне снова атакуют Землю», про девушку со скрытым потенциалом, ревнивую соперницу и тому подобное. Образы персонажей сильные и полностью раскрытые. Единственная техническая претензия связана с дизайном мех. Общий тон не вполне серьёзный, никогда не забывающий о светлой стороне, поскольку Gainax изначально планировала сделать сериал пародией. Gunbuster — хороший пример того, как взять шаблонную сюжетную линию и подправить её, чтобы создать что-то интересное, увлекательное и по-прежнему свежее. Хидэаки Анно и его команда продемонстрировали художественное чутьё. История начинается довольно легко и весело, но к середине быстро приобретает более строгие оттенки. Это очень приятно, потому что связано с взрослением Норико и пониманием того, что такое война на самом деле. Поднимаются и философские вопросы, на какие жертвы люди готовы пойти, чтобы защитить своих близких. Примечательны детали, которые продюсеры использовали при показе путешествий со сверхсветовой скоростью, хотя здесь не твёрдая научная фантастика. Между сериями проходят юмористические «уроки науки», они касаются физики, лежащей в основе технологий, где всегда присутствуют эффекты замедления времени. Последняя серия экспериментальная и выполнена в чёрно-белом цвете с соотношением сторон 16:9, что придаёт кинематографическое ощущение. В альтернативном будущем, как и в сериале «Стальная тревога», продолжает существовать Советский Союз. К этому добавляется очень эмоциональный саундтрек, который улучшает настроение. В итоге, Gunbuster представляет собой классику аниме, хотя и не такую разрекламированную, как некоторые поздние работы Gainax. OVA присвоен рейтинг PG-13 из-за насилия и обнажённых тел, однако ужасов здесь нет. Также рекомендуются Stellvia и «Голос далёкой звезды».